# Анадырская низменность
Ана́дырская ни́зменность — обширная равнина на Чукотке.
С запада ограничена хребтами Рарыткин и Пекульней, на востоке выходит к Анадырскому заливу Берингова моря, с севера и юга низменность ограничивают Чукотское и Корякское нагорья. Протяжённость с севера на юг — 270 км.
Представляет собой плоскую сильно-заболоченную равнину с высотами до 100 м над уровнем моря с множеством озёр (крупнейшее — озеро Красное). Сложена рыхлыми четвертичными отложениями, которые скованы вечной мерзлотой.
На севере и в приморских районах распространены кочкарниковые и кустарниковые тундры, на юге и юго-западе кедрово-стланиковая лесотундра. Отдельно над равниной возвышаются низкогорные хребты — Ушканий кряж и Золотой хребет, горный массив Дионисия.
По Анадырской низменности протекают реки Анадырь, Великая, Канчалан, Туманская, Речка 3-я и другие. На востоке низменность ограничена Анадырским лиманом, часть прибрежных участков заливаются нагонными морскими водами во время больших штормов и приливов. Эти обширные тамповые участки завалены плавником и гниющим мусором.
На тундровых пастбищах развито оленеводство, на юге низменности разрабатываются месторождения газа.